# Обероффен-ле-Висамбур
Обероффен-ле-Висамбур (фр. Oberhoffen-lès-Wissembourg) — коммуна на северо-востоке Франции в регионе Гранд-Эст (бывший Эльзас — Шампань — Арденны — Лотарингия), департамент Нижний Рейн, округ Агно-Висамбур, кантон Висамбур.
Площадь коммуны — 3,03 км², население — 306 человек (2006) с тенденцией к росту: 327 человек (2013), плотность населения — 107,9 чел/км².

## Население
Население коммуны в 2011 году составляло 320 человек, в 2012 году — 323 человека, а в 2013-м — 327 человек.
| 1962 | 1968 | 1975 | 1982 | 1990 | 1999 | 2006 | 2008 | 2011 | 2012 | 2013 |
| ---- | ---- | ---- | ---- | ---- | ---- | ---- | ---- | ---- | ---- | ---- |
| 93   | 107  | 110  | 160  | 201  | 279  | 306  | 314  | 320  | 323  | 327  |

Динамика населения:

## Экономика
В 2010 году из 218 человек трудоспособного возраста (от 15 до 64 лет) 178 были экономически активными, 40 — неактивными (показатель активности 81,7 %, в 1999 году — 75,1 %). Из 178 активных трудоспособных жителей работали 172 человека (94 мужчины и 78 женщин), 6 числились безработными (двое мужчин и четыре женщины). Среди 40 трудоспособных неактивных граждан 17 были учениками либо студентами, 9 — пенсионерами, а ещё 14 — были неактивны в силу других причин.